# Switch Bitch
Switch Bitch è un volume completo dei racconti brevi di Roald Dahl, scritti dall'autore per la rivista Playboy e lì pubblicati nel 1965.

## Racconti
- L'ospite (The Visitor)
- Lo scambio (The Great Switcheroo)
- L'ultimo atto  (The Last Act)
- Cagna (Bitch)

## Edizioni
- 1974, Alfred Knopf, USA
- 1974, Michael Joseph, Gran Bretagna